# Dolichocolon
Dolichocolon – rodzaj muchówek z rodziny rączycowatych (Tachinidae).

## Wybrane gatunki
- D. klapperichi Mesnil, 1967[1]
- D. paradoxum Brauer & von Bergenstamm, 1889[1]
- D. vicinum Mesnil, 1968[2]